# Алексий Комнин (протосеваст)
Алексий Комнин (на гръцки: Ἀλέξιος Κομνηνός, Alexios Komnenos, * 1141, † 1183) е племенник на византийския император Мануил I Комнин от династията на Комнините и протосеваст. Управлява империята като регент на племенника си Алексий II Комнин.

## Биография
Алексий е малкият син на севастократор Андроник Комнин († 1142) и Ирина († 1150/1151). Той е внук на византийския император Йоан II Комнин (1118 – 1143)  и на Пирошка Арпад (Ирена). Сестра му Теодора Комнина († 1184) е втората съпруга на австрийския херцог Хайнрих II Язомиргот. Другата му сестра, Евдокия Комнина, била метреса на Андроник I Комнин. По-големият му брат Йоан Дука Комнин (1128 – 1176) е стратег на Сердика, дук на Кипър (1155 – 1176) и през 1148 г. протовестиарий.
.
Алексий е кръстен на чичо си Алексий Комнин († 1142), наследника на имперския престол. Той расте в императорския двор в Константинопол, получава титлата протосеваст (πρωτοσέβαστος, protosebastos).
Женен е за Мария Дукина, от която има две деца, които умират. След смъртта на чичо му Мануил I Комнин през 1180 г., неговият тринадесетгодишен син Алексий II Комнин става негов наследник под регентството на императрица Мария Антиохийска. Веднага след смъртта на Мануил има заговор от Мария Комнина Багренородна и нейния съпруг, кесаря Рение Монфератски, против Алексий II, който е разкрит. След това протосеваст Алексий поема управлението вместо племенника. Той е арогантен и се доверява много на своите латински съветници, което го прави необичан сред висшите благородници. Освен това за него се говори, че има любовна връзка с вдовицата императрица (латинката) Мария Антиохийска. 
Благородниците се обръщат за помощ към Андроник I Комнин (братовчед на Мануил), който се намира начело на варварските наемни войски във Витиния. Централната власт изпраща срещу него войска и флот, начело на които сагенерал Андроник Ангел и адмирал Алексий Мегадука, които преминават на страната на Андроник.
През 1183 г. протосевастът Алексий Комнин е кастриран и ослепен от благородниците и умира. Страхувайки се от готвената саморазправа, неговите латински съветници и водещите венециански и генуезки търговци бягат с галерите си в Леванта и в Черно море. Населението на столицата отваря вратите на града за Андроник I Комнин. Скоро след това латинската черноморска флота започва да напада и разграбва градовете по брега на Мраморно море, извършвайки погроми и кланета над населението им. В Константинопол Андроник коронова тържествено Алексий II Комнин за император на Свети Дух 1182 г. и поема управлението. През 1183 г. по заповед на регента е убита императрицата майка, а малко по-късно и Алексий II, който е удушен. След смъртта на Алексий Андроник I се жени за 12-годишната му вдовица Агнес.